# 甘珠尔庙 (呼伦贝尔)
甘珠尔庙，汉名寿宁寺，位于中国内蒙古自治区新巴尔虎左旗人民政府所在地阿木古郎镇西北20公里处，是一座藏传佛教格鲁派寺院。

## 历史

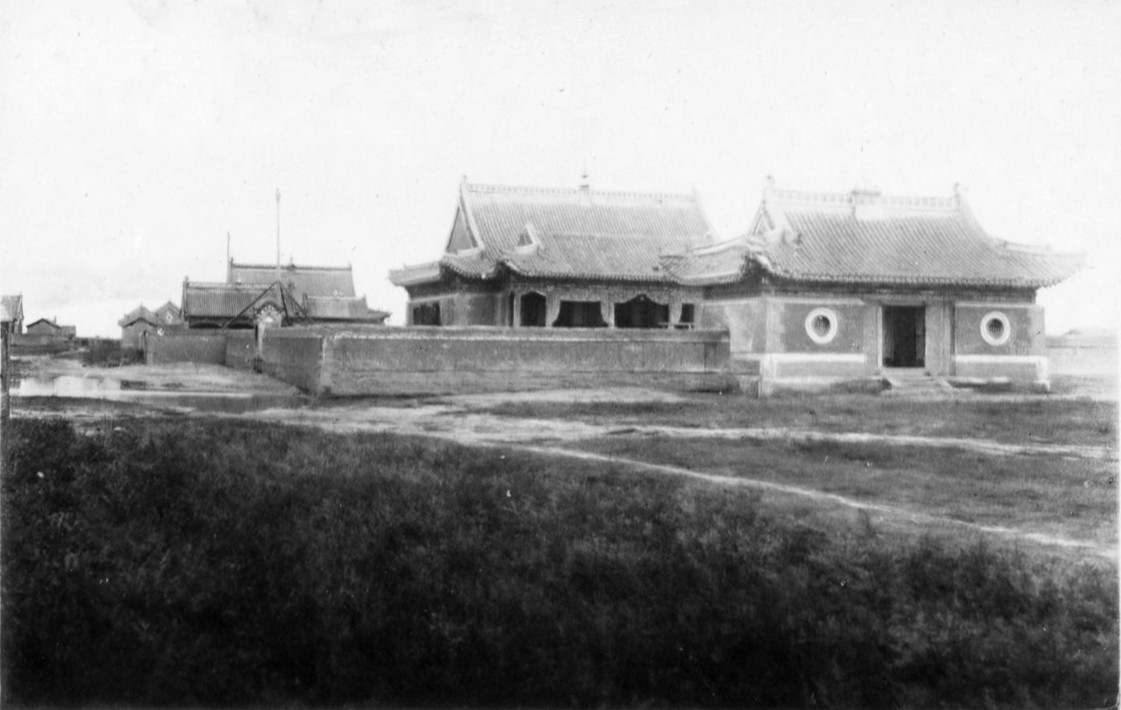
满洲国时期的甘珠爾廟

1771年，乾隆帝下旨拨银兴建甘珠尔庙。乾隆46年（1781年），甘珠尔庙始建。1785 年，乾隆帝亲为该庙题写匾额“寿宁寺”。因该庙曾收藏过藏文《甘珠尔》，故得名“甘珠尔庙”。
甘珠尔庙鼎盛时期，喇嘛有4500人，2009年时有喇嘛16人。甘珠尔庙是甘肃拉卜楞寺的属庙，因此甘珠尔寺的宗教活动、僧人学经等方面，均仿照拉卜楞寺的制度。噶喇藏活佛曾任该寺住持。该寺经过文化大革命的严重破坏之后，仅有山门幸免。如今的甘珠尔庙是在原有遗址之上新建的寺庙，大部分建筑均为新建的。 
2001年初，新巴尔虎左旗旗委、旗政府决定重建甘珠尔庙。2001年8月30日，在甘珠尔庙原址举行了奠基仪式。2003年7月18日，新巴尔虎左旗举行甘珠尔庙开光仪式。
甘珠尔庙于2008年被评为国家AAA级旅游景区，为呼伦贝尔市最大的喇嘛庙。

## 宗教活动
乾隆五十年（1785年）甘珠尔庙举办了第一次庙会。此后的180多年时间内，甘珠尔庙共举办过160次庙会、集市。1948年起，在甘珠尔庙举办了11次哲里木盟那达慕大会。
甘珠尔庙每天早晨举行索克钦会。农历每月29日举办“道格希德”会。农历3月22日至26日，举办“桑吉德莫洛姆”法会（又称“春会”）。农历每年6月19日，举办甘珠尔庙会。农历8月10日至15日，举办七天伊罗勒大法会（又称“秋会”），这七天内除庙内的法会外，还举办民族那达慕大会及一次大会。农历10月25日，举办“安民灯会”（又称“千灯会”）。农历12月30日，举办一天“金布”法会。

## 建筑
过去，甘珠尔庙总建筑面积10000平方米，由11座庙宇（索克钦庙、索克钦西庙、索克钦东庙、玛哈兰扎庙、 桑吉德莫洛姆庙、拉米利玛庙、汗庙、占巴庙、却伊拉庙、农乃庙、格萨尔庙），4座庙仓，100多间伽蓝组成，建筑风格结合了汉、蒙古、西藏风格。甘珠尔庙主供释迦牟尼、官布、扎木苏伦等佛像2500多尊，存有3000余卷、2万余册的经卷。
如今甘珠尔庙的西面是喇嘛住所，和甘珠尔庙之间由一条柏油马路隔开。正对马路的南面是释迦八塔，距离寺院大约100米远，寺院西北方有座体量很大的甘珠尔敖包。甘珠尔庙周围除了东面的几所民居，以及周边几座零星分布的房子之外，其余全是空地。
寺院整体布局为长方形，呈中心对称，由两个大院落组成，自南向北由一条中轴线贯穿。 南侧的第一个院落，是该庙最大的殿“寿宁寺”，殿前东、西侧各有一座配殷。该殿始建于1771年，如今的该殿于2003年新建，2008年扩建。该殿建在高约1米的台基上，共有两层，为汉藏式建筑，由三个歇山顶组成。该殿面阔7间，进深13间，殿内墙壁为黄色，绘有黄教题材壁画。该殿前为经堂，后为佛殿，佛殿比经堂少一圈柱网，内有八角形藻井。殿内供奉三世佛、八大菩萨、绿度母。